# CAFA 네이션스컵
CAFA 네이션스컵(영어: CAFA Nations Cup)은 중앙아시아 축구 연맹(CAFA)에 속한 국가들의 축구 대항전으로 첫 대회가 2023년 6월에 개최되었다.

## 대회 결과
| 연도/회차 | 개최국                    | 우승 | 준우승 | 3위 | 4위 |
| 2023년    | 우즈베키스탄 키르기스스탄 |      |        |     |     |
| --------- | ------------------------- | ---- | ------ | --- | --- |

## 같이 보기
아시아의 5대 지역 축구 선수권 대회
- 남아시아 축구 연맹(SAFF): 남아시아 축구 연맹 선수권 대회 / 남아시아 축구 연맹 여자 선수권 대회
- 동아시아 축구 연맹(EAFF): EAFF E-1 풋볼 챔피언십 / EAFF E-1 풋볼 챔피언십 (여자부)
- 서아시아 축구 연맹(WAFF): 서아시아 축구 연맹 선수권 대회 / 서아시아 축구 연맹 여자 선수권 대회
- 동남아시아 축구 연맹(AFF): 동남아시아 축구 연맹 선수권 대회 / 동남아시아 축구 연맹 여자 선수권 대회
- 중앙아시아 축구 연맹(CAFA): 중앙아시아 축구 연맹 선수권 대회 / 중앙아시아 축구 연맹 여자 선수권 대회